# 神崎海岸
神崎海岸（こうざきかいがん）は、大分県大分市大字本神崎にある海岸である。

## 概要
大分市東部の佐賀関半島の基部に位置し別府湾に面した海岸で、7月から8月の夏期には海水浴場として賑わう。
1988年には101匹のアカウミガメのふ化が確認され、翌年にも産卵が確認されている。また、付近の大分市馬場の海岸では、2008年にウミガメが目撃され、2010年には大分市としては22年ぶりにアカウミガメのふ化が確認されている。
海岸付近には1641年創建の教尊寺があり、本堂が大分県の有形文化財に指定されている。
なお、大分市には西部の海岸沿いにも神崎（かんざき）という大字があり、その地区内の田ノ浦海岸には田ノ浦ビーチと呼ばれる海水浴場が整備されている。